# Desa (prince)
Desa (serbe : Деса) est un prince serbe qui fut corégent de Rascie de 1148 à vers 1153, conjointement avec son frère aîné Uroš II Primslav. Prince de Duklja, Travunija et Zahumlje de 1149 à 1162 et Grand Prince de Rascie vers 1153 à 1155, puis de nouveau de 1162 à 1166.

## Famille
Desa est le cadet des trois fils d'Uroš Ier Vukanović, grand-prince de Rascie vers 1112 à 1145. Sa mère Anna Diogenissa, est une noble byzantine, fille de Constantin Diogène. L'aîné de la fratrie Uroš II Primslav succède à leur père en 1145. Leur sœur, Hélène de Rascie, épouse le roi Béla II de Hongrie (r. 1131–41). À la mort de Béla II, Hélène et le frère puîné Beloš deviennent régents du royaume de Hongrie. Desa contrôle initialement la région de Dendra, près de Niš, jusqu'à ce qu'il accède au trône.

## Contexte politique
Vers 1148, la situation politique dans les Balkans est confuse car la région est partagée entre deux alliances; d'une part l'Empire byzantin et la république de Venise et d'autre part les Normands d'Italie du sud et le royaume de Hongrie. Les Normands craignent en effet que le champ des conflits s'étende des Balkans aux domaines qu'ils ont conquis en Italie du sud.
Après avoir défait les Coumans en 1148, l'empereur Manuel Ier Comnène s'allie également avec le Saint-Empire. Les Serbes, les Hongrois et les Normands échangent alors des ambassadeurs car il est vital pour les Normands de faire échec aux plans de reconquête de l'Italie du sud de Manuel. Les Serbes sous la conduite des deux frères Uroš II et Desa se révoltent contre Byzance, pendant que Manuel à Avlona planifie une offensive au-delà de la mer Adriatique.
Cette révolte met en danger l'empereur car s'il veut intervenir en Italie les Serbes peuvent le couper de ses bases de l'Adriatique. Les Serbes agressent également le prince Radoslav Vojislavljević de Duklja, qui est un loyal vassal des Byzantins. Radoslav est expulsé de la partie sud-ouest de la Duklja jusqu'à Kotor, et ne conserve que la région côtière, alors que les deux frères contrôlent l'arrière-pays de avec Duklja et Trebinje, soit les deux tiers de la Duklja Radoslav demande l'aide de l'Empereur, qui envoie des forces à partir de Durazzo. C'est à cette époque que les « Chroniques du prêtre de Duklja » se terminent, vraisemblablement parce que l'auteur du texte original meurt Un conflit majeur éclate dans les Balkans; Uroš II et Desa, pour faire face aux représailles byzantines, réclament l'aide de leur frère Beloš, le comte palatin du royaume de Hongrie à partir de 1150, les troupes hongroises jouent un rôle actif en Serbie.

## Règne
Uroš II, le frère de Desa règne seul de 1145 jusqu'à la bataille de la rivière Tara contre l'empereur Manuel en 1150, quand les Byzantins défont les forces serbes et hongroises. Uroš II est déposé et Desa installé comme
corégent aux côtés d'Uroš. Il est mentionné dans les chartes vénitiennes à partir de 1150 avec le titre de « Dessa Dioclie, Terbunie et Zacholmie dux » , c'est-à-dire en français : « Duc de Dioclée, Travounie et Zachloumie », et de nouveau en 1151. Vers 1153 à la suite d'un conflit entre les deux frères Desa et les nobles de Rascie, ils chassent Uroš II. L'empereur byzantin Manuel Ier intervient et réinstalle Uroš II en 1155 en déposant Desa. Ce dernier tente d'engager des contacts diplomatiques avec les Hongrois et l'empereur Frédéric Barberousse. À l'été 1165, Manuel Ier envoie une armée le capturer Desa obtient un sauf-conduit pour rencontrer l'Empereur accompagné de sa garde du corps. Il doit prêter un serment public et humiliant à Manuel Ier après que le contenu de ses contacts diplomatiques avec la Hongrie aient été dévoilés à Constantinople. L'empereur Manuel intronise ensuite Tihomir sur le trône en 1166.

## Postérité
Desa parfois été identifié avec « Zavida », le père putatif de Tihomir, Stracimir et de Stefan Nemanja, il ne s'agit que d'une hypothèse parmi d'autres.

## Sources
- (en) Cet article est partiellement ou en totalité issu de l’article de Wikipédia en anglais intitulé « Desa (monarch) » (voir la liste des auteurs).
- (en) John Van Antwerp Fine, The early medieval Balkans : a critical survey from the sixth to the late twelfth century, Ann Arbor Mich., University of Michigan Press, 1991 (1re éd. 1983), 336 p. (ISBN 0-472-08149-7, lire en ligne).
- Louis Bréhier Vie et mort de Byzance Albin Michel Paris réédition (1969).
- Dušan T. Bataković Histoire du Peuple Serbe L'Âge d'Homme Lausanne/Paris (2005)  (ISBN 2-8251-1958X).
- Gyula Kristó Histoire de la Hongrie Médiévale, Tome I « Le temps des Arpads » P.U.R Rennes (2000)  (ISBN 2868475337).